# It Kokelhûs
It Kokelhûs is een cultuurhistorisch streekmuseum in Eernewoude in de Nederlandse provincie Friesland.
Het museum is gevestigd in een monumentale boerderij uit 1777. Tot 1955 waren Jan en Sjut van den Berg de bewoners. Er werden onder andere vloermatten gevlochten van biezen (Fries: kokels). Sinds 1957 is het als oudheidkamer te bezichtigen.

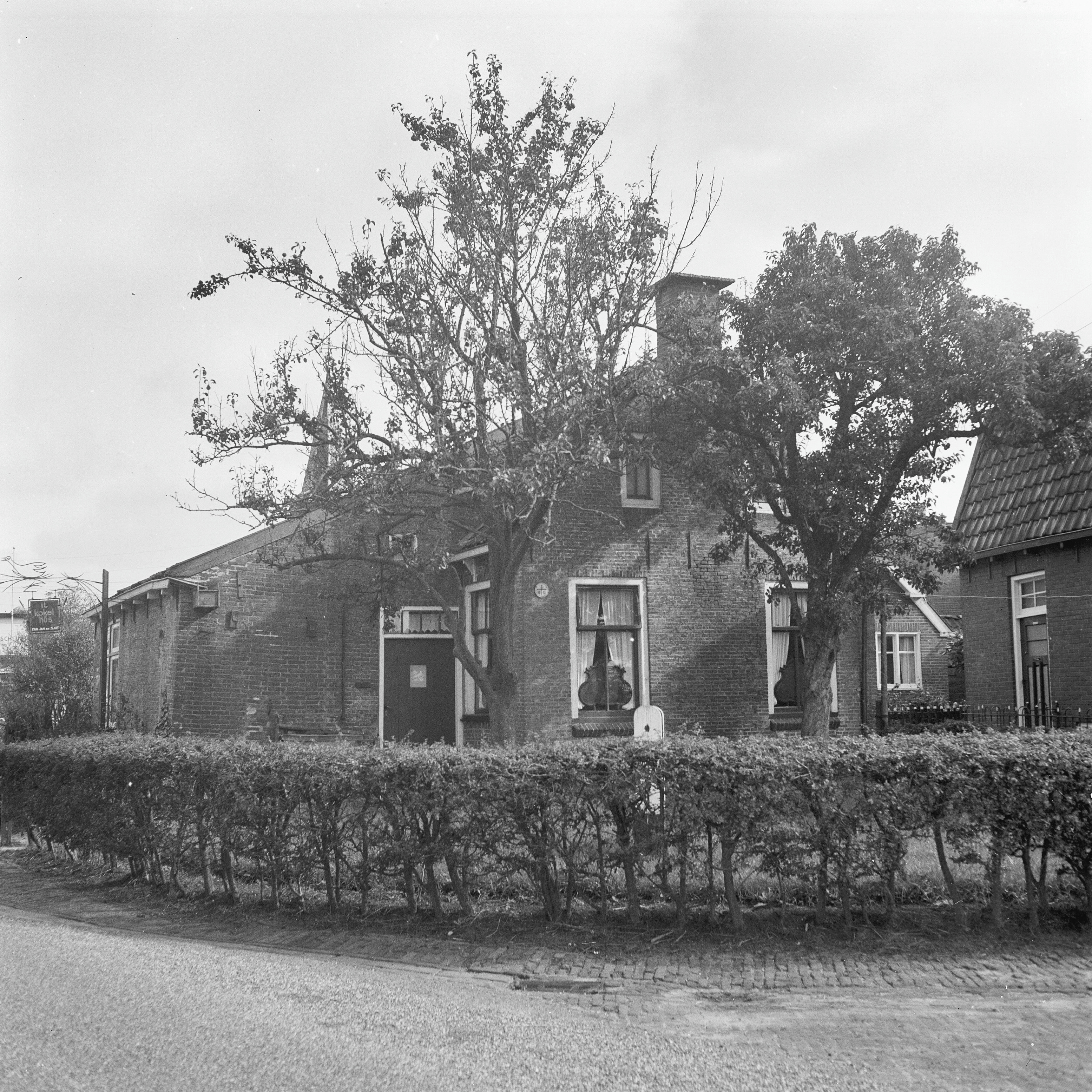
It Kokelûs in 1966

## Collectie
- Oudheidkamer (voorkamer in stijl van rond 1950)
- Kruidenierswinkel
- Snijwerk van turf gemaakt door Jan Weima
- Gereedschap van verveners, vissers, rietsnijders en boeren
- Expositieruimte